# Plana (Bileća)
Pour les articles homonymes, voir Plana.
Plana (en serbe cyrillique : Плана) est un village de Bosnie-Herzégovine. Il est situé dans la municipalité de Bileća et dans la république serbe de Bosnie. Selon les premiers résultats du recensement bosnien de 2013, il compte 38 habitants.

## Démographie

### Évolution historique de la population dans la localité
| 1948 | 1953 | 1961 | 1971 | 1981 | 1991 | 2013 |
| ---- | ---- | ---- | ---- | ---- | ---- | ---- |
| -    | -    | 261  | 244  | 167  | 120, | 38   |

|  |

### Communauté locale
En 1991, la communauté locale de Plana comptait 892 habitants, répartis de la manière suivante :